# Karl Spazier
Karl Spazier (alemany: Johann Gottlieb Karl Spazier)  (Berlín, 20 d'abril de 1761 - Leipzig, 19 de gener de 1805) conegut també amb el pseudònim Karl Pilger, fou un musicògraf i compositor alemany.
Estudià filosofia a Halle i Göttingen, i durant algun temps exercí de professor a Gießen i després es dedicà a la composició de les seves obres literàries i musicals, residint successivament a Neuwied, Berlín i Leipzig ciutat en què morí. Com a compositor se li deuen:
- Lieder und Gesânge am Klavier (1781);
- Einfache Klavierlieder (1790);
- Lieder u. andere Gesânge (1792), i diversos cors a quatre veus.

A més va publicar:
- Freie Gedanken über die Gotterverehrung der Protestanten (1788;
- Einige Gedanken, Wunsche und Vorschlâge zur Einführung eines neuen Gesangbuchs (1790);
- Etwas über Gluckische Musik und die Oper <Iphigenie in Tauris> (1795);
- Karl Pilgers Roman seines Lebens (1792-96).

També va escriure una obra filosòfica: Versucheine Kurzen und fasslichen Darstellung der thelecologischen Prinzipien (Neuwied, 1791).